# Calliandra glyphoxylon
Calliandra glyphoxylon är en ärtväxtart som beskrevs av George Bentham. Calliandra glyphoxylon ingår i släktet Calliandra och familjen ärtväxter. Inga underarter finns listade i Catalogue of Life.